# Нормативна икономика
Нормативна икономика или още като нормативна икономическа теория (в контраст на позитивната икономика) е част от икономиката, която изразява ценностни съждания (нормативни оценки) за икономическата справедливост или каква трябва да бъде икономиката или какви трябва да са целите на публичната политика.
Пример за нормативно икономическо изказване е следното:
 Цената на млякото трябва да бъде 6 долара на галон за да даде на фермерите млекопроизводители по-висок жизнен стандарт и за да запази по този начин семейната ферма.
Това е нормативно изказване, защото отразява ценностни съждения.